# Eisschnelllauf-Mehrkampfweltmeisterschaft 2005

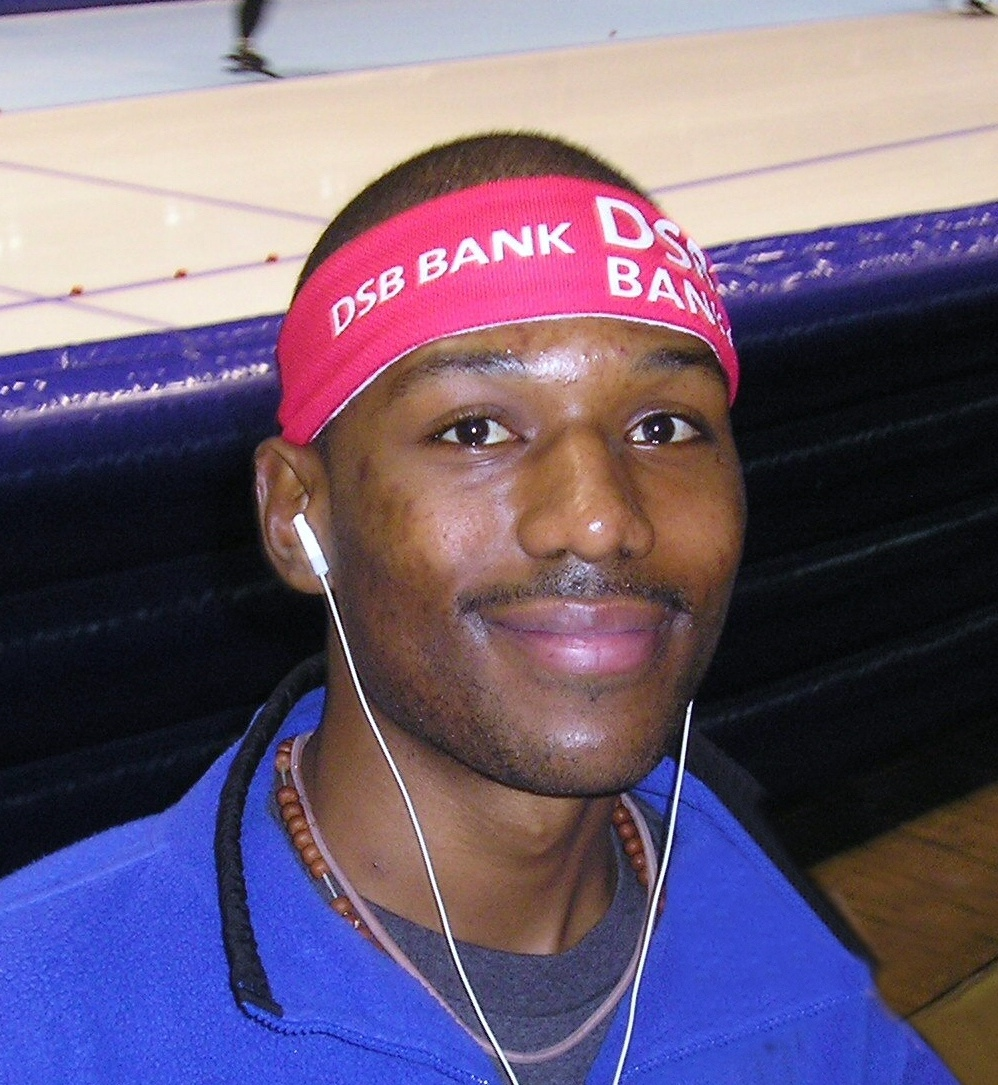
Mehrkampf-Weltmeister
Shani Davis

Die 99. Mehrkampfweltmeisterschaft (63. der Frauen) wurde vom 5. bis 6. Februar 2005 im russischen Moskau (Eispalast Krylatskoje) ausgetragen.

## Teilnehmende Nationen
- 48 Sportler aus 12 Nationen nahmen am Mehrkampf teil.

| Teilnehmende Nationen                          | Teilnehmende Nationen              | Teilnehmende Nationen                      |
| ---------------------------------------------- | ---------------------------------- | ------------------------------------------ |
| Belgien Kanada Volksrepublik China Deutschland | Italien Japan Niederlande Norwegen | Polen Russland Schweden Vereinigte Staaten |

## Wettbewerb

### Frauen

#### Endstand Kleiner-Vierkampf
- Zeigt die ersten zwölf Finalteilnehmerinnen der Mehrkampf-WM über 5.000 Meter.
  - Die Zahl in Klammern gibt die Platzierung je Einzelstrecke an, fett gedruckt die jeweils Schnellste.

| Rang | Name              | 500 Meter  | Pkt.  | 3.000 Meter  | Pkt.  | 1.500 Meter  | Pkt.  | 5.000 Meter  | Pkt.  | Gesamt- pkt. |
| ---- | ----------------- | ---------- | ----- | ------------ | ----- | ------------ | ----- | ------------ | ----- | ------------ |
| 1    | Anni Friesinger   | 39,04 (1)  | 39,04 | 4:05,64 (1)  | 40,94 | 1:57,35 (1)  | 39,11 | 7:04,61 (1)  | 42,46 | 161,557      |
| 2    | Cindy Klassen     | 39,10 (2)  | 39,10 | 4:08,19 (5)  | 41,36 | 1:58,23 (3)  | 39,41 | 7:13,39 (8)  | 43,33 | 163,214      |
| 3    | Claudia Pechstein | 40,33 (8)  | 40,33 | 4:06,30 (2)  | 41,05 | 1:58,59 (5)  | 39,53 | 7:05,08 (2)  | 42,50 | 163,418      |
| 4    | Daniela Anschütz  | 40,07 (4)  | 40,07 | 4:07,97 (3)  | 41,32 | 1:58,31 (4)  | 39,43 | 7:08,85 (4)  | 42,88 | 163,719      |
| 5    | Ireen Wüst        | 40,10 (5)  | 40,10 | 4:08,15 (4)  | 41,35 | 1:58,17 (2)  | 39,39 | 7:11,99 (6)  | 43,19 | 164,047      |
| 6    | Kristina Groves   | 40,74 (15) | 40,74 | 4:08,75 (7)  | 41,45 | 1:59,04 (6)  | 39,68 | 7:11,90 (5)  | 43,19 | 165,068      |
| 7    | Renate Groenewold | 41,01 (18) | 41,01 | 4:08,37 (6)  | 41,39 | 1:59,42 (7)  | 39,80 | 7:12,42 (7)  | 43,24 | 165,453      |
| 8    | Moniek Kleinsman  | 40,91 (17) | 40,91 | 4:11,13 (8)  | 41,85 | 2:00,40 (10) | 40,13 | 7:15,01 (9)  | 43,50 | 166,399      |
| 9    | Nami Nemoto       | 40,66 (14) | 40,66 | 4:13,16 (13) | 42,19 | 2:00,66 (11) | 40,22 | 7:16,40 (10) | 43,64 | 166,713      |
| 10   | Maki Tabata       | 40,36 (9)  | 40,36 | 4:12,00 (9)  | 42,00 | 2:00,35 (9)  | 40,11 | 7:23,32 (12) | 44,33 | 166,808      |
| 11   | Wieteke Cramer    | 40,05 (3)  | 40,05 | 4:12,88 (11) | 42,14 | 2:02,05 (18) | 40,68 | 7:21,72 (11) | 44,17 | 167,051      |
| 12   | Clara Hughes      | 42,08 (22) | 42,08 | 4:12,11 (10) | 42,01 | 2:01,43 (13) | 40,47 | 7:05,69 (3)  | 42,56 | 167,143      |

#### 500 Meter
| Platz | Name              | Land                | Zeit  | Punkte |
| ----- | ----------------- | ------------------- | ----- | ------ |
| 1     | Anni Friesinger   | Deutschland         | 39,04 | 39,04  |
| 2     | Cindy Klassen     | Kanada              | 39,10 | 39,10  |
| 3     | Wieteke Cramer    | Niederlande         | 40,05 | 40,05  |
| 4     | Daniela Anschütz  | Deutschland         | 40,07 | 40,07  |
| 5     | Ireen Wüst        | Niederlande         | 40,10 | 40,10  |
| 6     | Yang Gao          | Volksrepublik China | 40,11 | 40,11  |
| 7     | Annette Bjelkevik | Norwegen            | 40,25 | 40,25  |
| 8     | Claudia Pechstein | Deutschland         | 40,33 | 40,33  |
| 9     | Maki Tabata       | Japan               | 40,36 | 40,36  |
| 10    | Katrin Kalex      | Deutschland         | 40,46 | 40,46  |

#### 3.000 Meter
| Platz | Name              | Land        | Zeit    | Punkte |
| ----- | ----------------- | ----------- | ------- | ------ |
| 1     | Anni Friesinger   | Deutschland | 4:05,64 | 40,94  |
| 2     | Claudia Pechstein | Deutschland | 4:06,30 | 41,05  |
| 3     | Daniela Anschütz  | Deutschland | 4:07,97 | 41,32  |
| 4     | Ireen Wüst        | Niederlande | 4:08,15 | 41,35  |
| 5     | Cindy Klassen     | Kanada      | 4:08,19 | 41,36  |
| 6     | Renate Groenewold | Niederlande | 4:08,37 | 41,39  |
| 7     | Kristina Groves   | Kanada      | 4:08,75 | 41,45  |
| 8     | Moniek Kleinsman  | Niederlande | 4:11,13 | 41,85  |
| 9     | Maki Tabata       | Japan       | 4:12,00 | 42,00  |
| 10    | Clara Hughes      | Kanada      | 4:12,11 | 42,01  |
|       |                   |             |         |        |
| 14    | Katrin Kalex      | Deutschland | 4:14,24 | 42,37  |

#### 1.500 Meter
| Platz | Name              | Land        | Zeit    | Punkte |
| ----- | ----------------- | ----------- | ------- | ------ |
| 1     | Anni Friesinger   | Deutschland | 1:57,35 | 39,11  |
| 2     | Ireen Wüst        | Niederlande | 1:58,17 | 39,39  |
| 3     | Cindy Klassen     | Kanada      | 1:58,23 | 39,41  |
| 4     | Daniela Anschütz  | Deutschland | 1:58,31 | 39,43  |
| 5     | Claudia Pechstein | Deutschland | 1:58,59 | 39,53  |
| 6     | Kristina Groves   | Kanada      | 1:59,04 | 39,68  |
| 7     | Renate Groenewold | Niederlande | 1:59,42 | 39,80  |
| 8     | Olga Tarassowa    | Russland    | 1:59,69 | 39,89  |
| 9     | Maki Tabata       | Japan       | 2:00,35 | 40,11  |
| 10    | Moniek Kleinsman  | Niederlande | 2:00,40 | 40,13  |
|       |                   |             |         |        |
| 12    | Katrin Kalex      | Deutschland | 2:01,29 | 40,43  |

#### 5.000 Meter
| Platz | Name              | Land        | Zeit    | Punkte |
| ----- | ----------------- | ----------- | ------- | ------ |
| 1     | Anni Friesinger   | Deutschland | 7:04,61 | 42,46  |
| 2     | Claudia Pechstein | Deutschland | 7:05,08 | 42,50  |
| 3     | Clara Hughes      | Kanada      | 7:05,69 | 42,56  |
| 4     | Daniela Anschütz  | Deutschland | 7:08,85 | 42,88  |
| 5     | Kristina Groves   | Kanada      | 7:11,90 | 43,19  |
| 6     | Ireen Wüst        | Niederlande | 7:11,99 | 43,19  |
| 7     | Renate Groenewold | Niederlande | 7:12,42 | 43,24  |
| 8     | Cindy Klassen     | Kanada      | 7:13,39 | 43,33  |
| 9     | Moniek Kleinsman  | Niederlande | 7:15,01 | 43,50  |
| 10    | Nami Nemoto       | Japan       | 7:16,40 | 43,64  |

### Männer

#### Endstand Großer-Vierkampf
- Zeigt die zwölf Finalteilnehmer der Mehrkampf-WM über 10.000 Meter.
  - Die Zahl in Klammern gibt die Platzierung je Einzelstrecke an, fett gedruckt der jeweils Schnellste.

| Rang | Name              | 500 Meter  | Pkt.  | 5.000 Meter  | Pkt.  | 1.500 Meter  | Pkt.  | 10.000 Meter  | Pkt.  | Gesamt- pkt. |
| ---- | ----------------- | ---------- | ----- | ------------ | ----- | ------------ | ----- | ------------- | ----- | ------------ |
| 1    | Shani Davis       | 36,33 (2)  | 36,33 | 6:26,39 (5)  | 38,63 | 1:46,60 (1)  | 35,53 | 13:25,51 (5)  | 40,27 | 150,777      |
| 2    | Chad Hedrick      | 36,65 (3)  | 36,65 | 6:23,61 (2)  | 38,36 | 1:47,50 (2)  | 35,83 | 13:22,35 (4)  | 40,11 | 150,961      |
| 3    | Sven Kramer       | 37,19 (7)  | 37,19 | 6:27,27 (6)  | 38,72 | 1:49,28 (6)  | 36,42 | 13:18,03 (3)  | 39,90 | 152,244      |
| 4    | Carl Verheijen    | 37,64 (13) | 37,64 | 6:25,99 (4)  | 38,59 | 1:49,81 (9)  | 36,60 | 13:17,47 (2)  | 39,87 | 152,715      |
| 5    | Jochem Uytdehaage | 37,34 (11) | 37,34 | 6:27,87 (7)  | 38,78 | 1:49,07 (5)  | 36,35 | 13:26,21 (6)  | 40,31 | 152,793      |
| 6    | KC Boutiette      | 36,98 (6)  | 36,98 | 6:33,74 (9)  | 39,37 | 1:48,79 (3)  | 36,26 | 13:38,31 (9)  | 40,91 | 153,532      |
| 7    | Bob de Jong       | 38,30 (16) | 38,30 | 6:24,12 (3)  | 38,41 | 1:50,22 (10) | 36,74 | 13:28,15 (7)  | 40,40 | 153,859      |
| 8    | Øystein Grødum    | 39,55 (22) | 39,55 | 6:22,31 (1)  | 38,23 | 1:51,01 (14) | 37,00 | 13:06,79 (1)  | 39,33 | 154,123      |
| 9    | Iwan Skobrew      | 37,28 (10) | 37,28 | 6:35,22 (11) | 39,52 | 1:49,40 (8)  | 36,46 | 13:42,60 (10) | 41,13 | 154,398      |
| 10   | Derek Parra       | 36,82 (4)  | 36,82 | 6:42,26 (17) | 40,22 | 1:48,98 (4)  | 36,32 | 14:00,37 (11) | 42,01 | 155,390      |
| 11   | Bart Veldkamp     | 38,31 (17) | 38,31 | 6:32,83 (8)  | 39,28 | 1:51,85 (17) | 37,28 | 13:30,68 (8)  | 40,53 | 155,410      |
| 12   | Jewgeni Lalenkow  | 36,96 (5)  | 36,96 | 6:42,82 (18) | 40,28 | 1:49,32 (7)  | 36,44 | 14:14,22 (12) | 42,71 | 156,393      |

#### 500 Meter
| Platz | Name              | Land               | Zeit  | Punkte |
| ----- | ----------------- | ------------------ | ----- | ------ |
| 1     | Takahiro Ushiyama | Japan              | 36,28 | 36,28  |
| 2     | Shani Davis       | Vereinigte Staaten | 36,33 | 36,33  |
| 3     | Chad Hedrick      | Vereinigte Staaten | 36,65 | 36,65  |
| 4     | Derek Parra       | Vereinigte Staaten | 36,82 | 36,82  |
| 5     | Jewgeni Lalenkow  | Russland           | 36,96 | 36,96  |
| 6     | KC Boutiette      | Vereinigte Staaten | 36,98 | 36,98  |
| 7     | Sven Kramer       | Niederlande        | 37,19 | 37,19  |
| 8     | Stefan Heythausen | Deutschland        | 37,23 | 37,23  |
| 9     | Håvard Bøkko      | Norwegen           | 37,27 | 37,27  |
| 10    | Iwan Skobrew      | Russland           | 37,28 | 37,28  |

#### 5.000 Meter
| Platz | Name              | Land               | Zeit    | Punkte |
| ----- | ----------------- | ------------------ | ------- | ------ |
| 1     | Øystein Grødum    | Norwegen           | 6:22,31 | 38,23  |
| 2     | Chad Hedrick      | Vereinigte Staaten | 6:23,61 | 38,36  |
| 3     | Bob de Jong       | Niederlande        | 6:24,12 | 38,41  |
| 4     | Carl Verheijen    | Niederlande        | 6:25,99 | 38,59  |
| 5     | Shani Davis       | Vereinigte Staaten | 6:26,39 | 38,63  |
| 6     | Sven Kramer       | Niederlande        | 6:27,27 | 38,72  |
| 7     | Jochem Uytdehaage | Niederlande        | 6:27,87 | 38,78  |
| 8     | Bart Veldkamp     | Belgien            | 6:32,83 | 39,28  |
| 9     | KC Boutiette      | Vereinigte Staaten | 6:33,74 | 39,37  |
| 10    | Arne Dankers      | Kanada             | 6:35,03 | 39,50  |
|       |                   |                    |         |        |
| 15    | Stefan Heythausen | Deutschland        | 6:40,98 | 40,09  |

#### 1.500 Meter
| Platz | Name              | Land               | Zeit    | Punkte |
| ----- | ----------------- | ------------------ | ------- | ------ |
| 1     | Shani Davis       | Vereinigte Staaten | 1:46,60 | 35,53  |
| 2     | Chad Hedrick      | Vereinigte Staaten | 1:47,50 | 35,83  |
| 3     | KC Boutiette      | Vereinigte Staaten | 1:48,79 | 36,26  |
| 4     | Derek Parra       | Vereinigte Staaten | 1:48,98 | 36,32  |
| 5     | Jochem Uytdehaage | Niederlande        | 1:49,07 | 36,35  |
| 6     | Sven Kramer       | Niederlande        | 1:49,28 | 36,42  |
| 7     | Jewgeni Lalenkow  | Russland           | 1:49,32 | 36,44  |
| 8     | Iwan Skobrew      | Russland           | 1:49,40 | 36,46  |
| 9     | Carl Verheijen    | Niederlande        | 1:49,81 | 36,60  |
| 10    | Bob de Jong       | Niederlande        | 1:50,22 | 36,74  |
|       |                   |                    |         |        |
| 12    | Stefan Heythausen | Deutschland        | 1:50,83 | 36,94  |

#### 10.000 Meter
| Platz | Name              | Land               | Zeit     | Punkte |
| ----- | ----------------- | ------------------ | -------- | ------ |
| 1     | Øystein Grødum    | Norwegen           | 13:06,79 | 39,33  |
| 2     | Carl Verheijen    | Niederlande        | 13:17,47 | 39,87  |
| 3     | Sven Kramer       | Niederlande        | 13:18,03 | 39,90  |
| 4     | Chad Hedrick      | Vereinigte Staaten | 13:22,35 | 40,11  |
| 5     | Shani Davis       | Vereinigte Staaten | 13:25,51 | 40,27  |
| 6     | Jochem Uytdehaage | Niederlande        | 13:26,21 | 40,31  |
| 7     | Bob de Jong       | Niederlande        | 13:28,15 | 40,40  |
| 8     | Bart Veldkamp     | Belgien            | 13:30,68 | 40,53  |
| 9     | KC Boutiette      | Vereinigte Staaten | 13:38,31 | 40,91  |
| 10    | Iwan Skobrew      | Russland           | 13:42,60 | 41,13  |